# Irenidora serenisca
Irenidora serenisca är en fjärilsart som beskrevs av Edward Meyrick 1938. Irenidora serenisca ingår i släktet Irenidora och familjen stävmalar. Inga underarter finns listade i Catalogue of Life.